# Jasov
Jasov (em alemão: Jossau; húngaro: Jászó) é um município da Eslováquia, situado no distrito de Košice-okolie, na região de Košice. Tem 35,42 km² de área e sua população em 2018 foi estimada em 3.651 habitantes.

## Demografia
| Ano:        | 1994 | 2004    | 2014    | 2024   |
| ----------- | ---- | ------- | ------- | ------ |
| Broj ljudi: | 2436 | 2832    | 3500    | 3740   |
| Razlika:    |      | +16,25% | +23,58% | +6,85% |

| Ano:               | 2023 | 2024   |
| ------------------ | ---- | ------ |
| Número de pessoas: | 3675 | 3740   |
| Diferença:         |      | +1,76% |